# Черемшинський Остап Степанович
Оста́п (Євста́хій) Степа́нович Черемши́нський (19 травня 1936, с. Слобідка Долішня, нині приєднано до с. Дубенка Монастириського району Тернопільської області — 25 листопада 2015, м. Івано-Франківськ) — український краєзнавець, етнограф, літературознавець, громадський діяч. Брат Романи Черемшинської.

## Відзнаки
- Заслужений працівник культури України (1996);
- Почесний краєзнавець, Почесний член НСКУ та Всеукраїнського товариства «Просвіта» (всі — 1996);
- Почесний громадянин с. Велеснів Монастириського району.
- Член НТШ (1997), НСЖУ (2006);
- Орден «За заслуги» 3-го ступеня (2002);
- премії:
  - Обласна імені Володимира Гнатюка (1996),
  - імені Павла Чубинського (1997),
  - Всеукраїнська премія «За подвижництво» імені Володимира Гнатюка (2006),
  - Всеукраїнська літературно-мистецька премія імені Братів Богдана та Левка Лепких (2010).

## Життєпис
Народився 19 травня 1936 року в с. Слобідка Долішня Бучацького повіту (нині приєднане до села Дубенка Монастириського району Тернопільської області) в родині мельника. Батько Степан Черемшинський (1907—1995) походив з хутора Бикова біля містечка Бариша Бучацького повіту, у 1928 прибув до Слобідки Долішньої працювати у млині, оскільки мав відповідну кваліфікацію. Того ж року одружився з Павлиною Савків (1911—1968) зі села Чехів, з якою мали дітей Івана (1929), Остапа, Адама (1941) і Роману.
У липні 1941 родина переселилася до с. Велеснева, куди Степана запросили на роботу до місцевого млина, дотеперішніми власниками якого були євреї.
У Велесневі Остап пішов до 4-класної української школи (до війни була утраквістичною). По закінченні 9-класної освіти в Монастириськах і Бариші працював завідувачем клубу у Велесневі (ІХ.1954—ІІІ.1957), завідувачем бібліотеки в сусідньому селі Заліссі, підпорядкованій велеснівському клубові (ІІІ.1957—ХІІ.1962). Одночасно навчався в технікумі підготовки культурно-освітніх працівників у у Теребовлі й Тульчинському училищі культури на бібліотечному відділенні.
У червні 1961 року Остапові потрапила до рук стаття в газеті Вільне життя про етнографа Володимира Гнатюка, який народився у Велесневі. Він почав збирати матеріали про особу вченого, вів листування з науковими і музейними працівниками по всій УРСР.
Працюючи бібліотекарем у Велесневі (у 1963 р. коротко) та Усті Зеленому Монастириського району (з березня 1964), старшим піонервожатим в 7-річній школі у Велесневі (1964—1968), одночасно у 1963—1965 рр. навчався в Кременецькому педагогічному інституті (згодом переведеному до Тернополя) на загальноосвітньому факультеті.
Завдяки пошуковій активності Остапа Черемшинського обласна влада в червні 1964 року, за участі Тернопільського краєзнавчого музею, ухвалила рішення про відкриття меморіального музею Володимира Гнатюка у Велесневі. Приміщення збудували упродовж 1964—1967 років силами місцевого колгоспу. Остап Черемшинський — від 5.ІІІ.1968 науковий працівник Тернопільського краєзнавчого музею — здійснив художнє оформлення за участі Ігоря Ґерети і київських художників Ірини Левитської та Юрія Кисличенка. 1 вересня 1968 року Етнографічно-меморіальний музей Володимира Гнатюка відчинив свої двері, спочатку як громадський музей. 23 травня 1971 року з нагоди 100-річчя академіка Гнатюка на подвір'ї музею відкрито погруддя вченого роботи Луки Біганича, а музей здобув статус державного як відділ Тернопільського обласного краєзнавчого музею. Остап Черемшинський на посаді директора музею став автором численних публікацій у місцевій та науковій пресі, налагодив контакти з культурними і науковими працівниками, зокрема з дочкою Володимира Гнатюка Лесею Гнатюк-Піснячевською, зятем його шваґра Григорієм Смольським, який подарував багато меморіальних речей, Тарасом Франком, Іриною Коцюбинською, дружиною Марка Черемшини Наталією Семанюк, дружиною Гната Хоткевича Платонідою Володимирівною, синами Василя Стефаника Семеном і Кирилом, також С. Людкевичем, М. Колессою, А. Кос-Анатольським, С. Ґебус-Баранецькою, С. Караффою-Корбут, І. Крислачем, Д. Крвавичем, Д. Павличком, М. Ільницьким. Продовжував навчання в Київському інституті культури на бібліотечному факультеті (закінчив у 1976 році).
Помер 25 листопада 2015 року в одній з лікарень Івано-Франківська.

## Творча діяльність

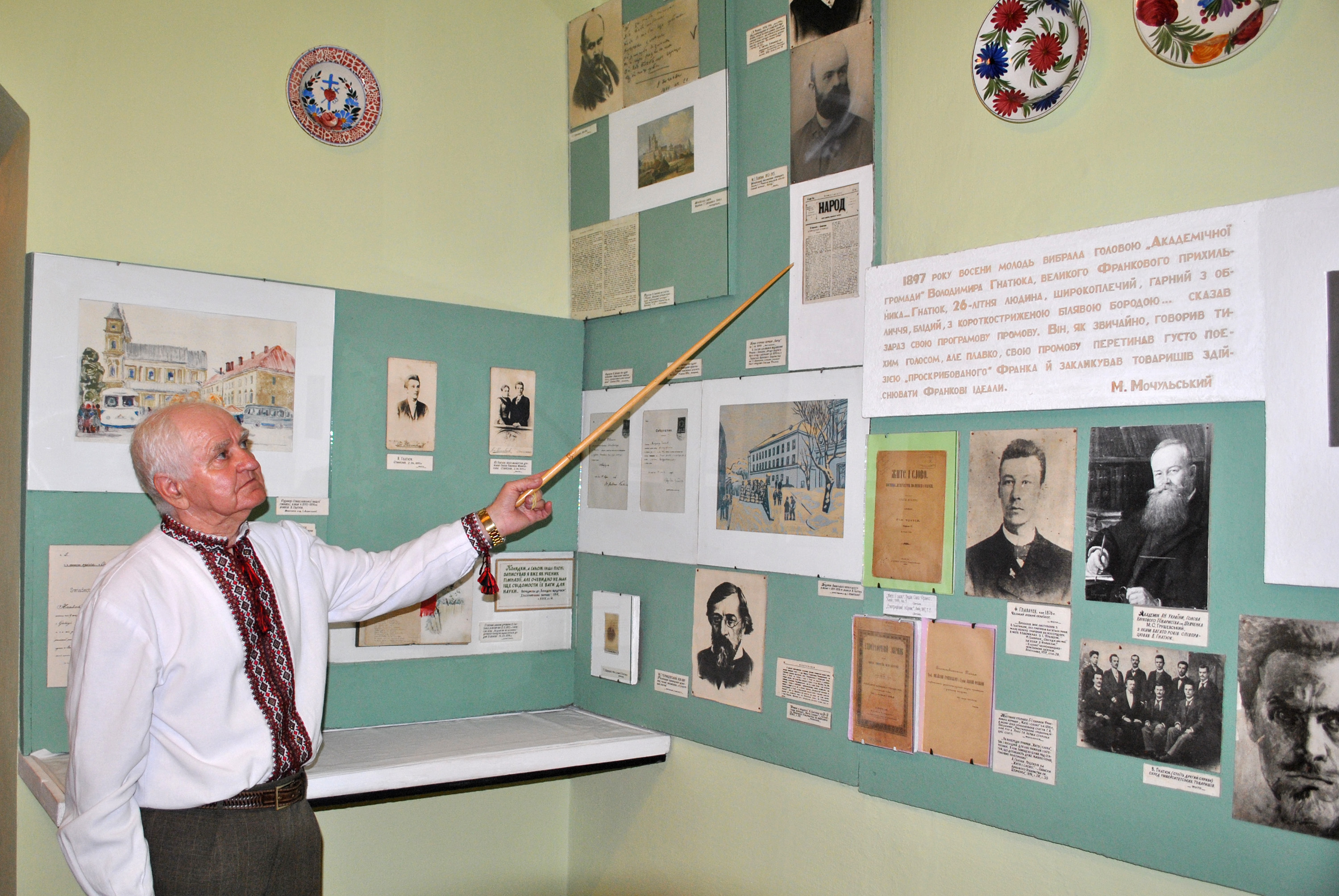
Остап Черемшинський проводить екскурсію в музеї Володимира Гнатюка (19.04.2013)

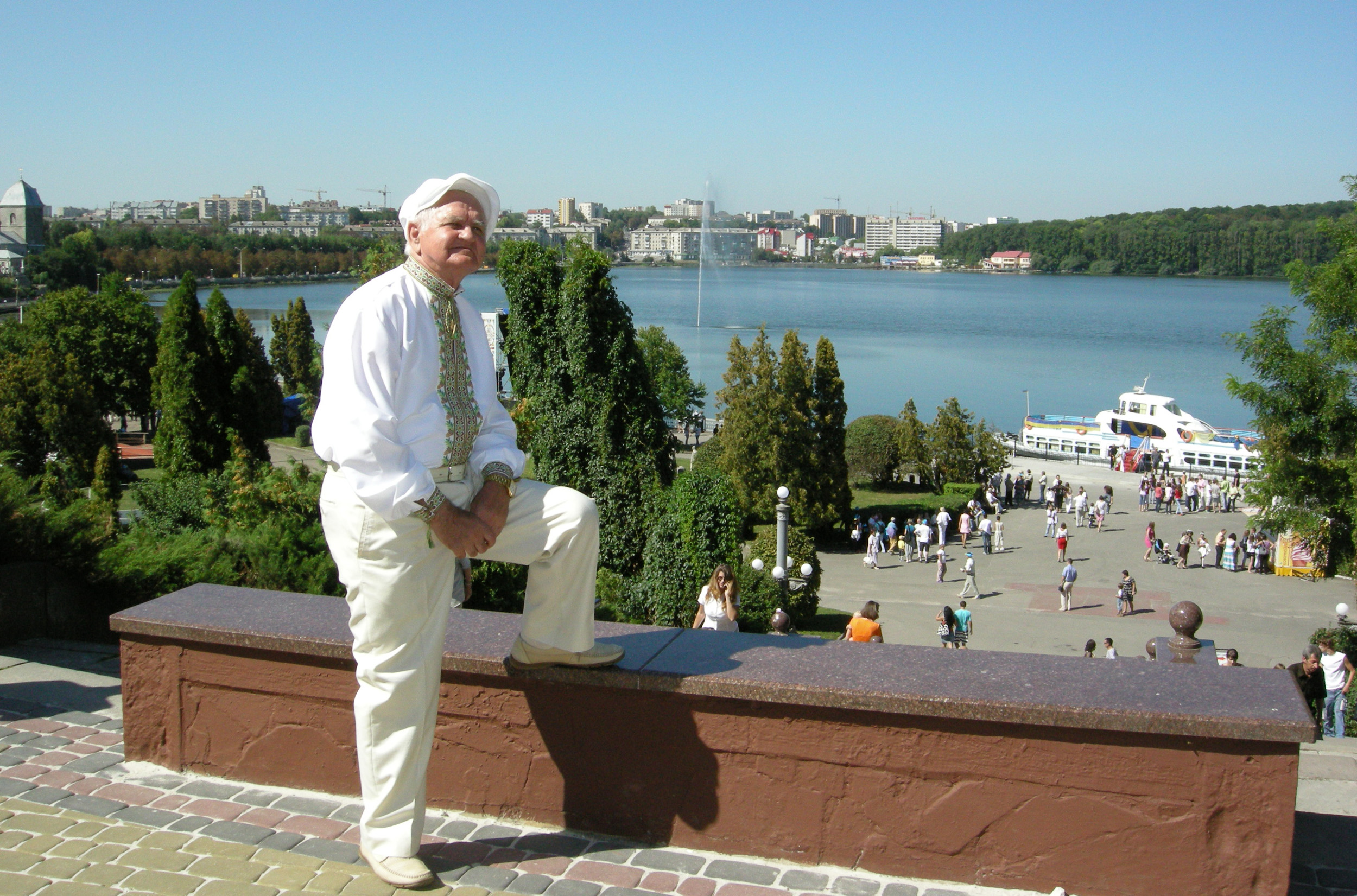
Остап Черемшинський у Тернополі (22.08.2010)

Ініціатор заснування (1961—1968) та співавтор (з Ігорем Ґеретою) експозиції Обласного комунального етнографічно-меморіального музею В. Гнатюка у Велесневі, від 1969 — його директор. 1970 — організатор і учасник фольклорних експедицій, під час якої записав більше 700 народних пісень та близько 1000 коломийок, частина яких зберігається в ІМФЕ НАН України, понад 30 — опубліковані у збірнику «Пісні Тернопільщини».
Ініціатор відкриття меморіального кутка Володимира Гнатюка у Велеснівській сільській бібліотеці (1963) та школі (1964), спорудження пам'ятників на могилі Володимира Гнатюка на Личаківському цвинтарі у Львові та біля сільського музею у Велесневі (обидва — 1971), присвоєння імені Володимира Гнатюка Бучацькій середній школі № 1 (1971, нині гімназія), Велеснівській школі (1991), Тернопільському державному педагогічному інституту (нині ТНПУ, 1997), відкриття меморіальних таблиць у Тернополі (1989), Бучачі, Велесневі (обидві — 1991), Івано-Франківську, Львові, Ужгороді.
Остап Черемшинський — співзасновник художньо-меморіального музею Юліана Панькевича в Усті-Зеленому (1992), краєзнавчого музею і картинної галереї у Велесневі (1997), літературно-меморіального музею Олени Кисілевської у м. Монастириська (1999).
Співавтор нарису-путівника про музей Володимира Гнатюка у Велесневі (1971, 1982, 1991, 2006), автор більше 1000 публікацій про нього, краєзнавчих матеріалів.
Понад 50 років займався вишиванням, у його доробку — сорочки, краватки, рушники, подушки, жанрові картини та інше, розробляв візерунки вишивок. У 2007 році Державний архів Тернопільської області видав бібліографічний покажчик публікацій Черемшинського (1963—2006).